# 埼玉県歌
「埼玉県歌」（さいたまけんか）は日本の都道府県の一つ、埼玉県が制定した県民歌である。作詞・岸上のぶを（公募）、補作・神保光太郎、作曲・明本京静。

## 解説
埼玉県が最初に制定した県民歌は、1942年（昭和17年）に大政翼賛会埼玉県支部と共同で選定した「埼玉県民歌」（作詞：金井政一 作曲：服部正）であったが、戦後はその制定経緯が問題視され、制定から3年後の1945年（昭和20年）に廃止された。
初代「埼玉県民歌」の廃止から約20年を経た1965年（昭和40年）、2年後の1967年（昭和42年）に埼玉県で開催される清新国体を控えて2代目となる新県歌が制定されることになり、県歌・県民音頭・国体テーマ曲の3部門で公募を実施した。各部門の応募作は、埼玉県歌等制定審査会の選定を経て9月21日付で3曲同時に制定された。首都・東京に隣接した経済圏の中にあって、飛躍的な発展を遂げる埼玉県民の意気込みを歌う内容となっている。
2012年（平成24年）、埼玉県議会12月定例会で埼玉県歌を埼玉県庁内の電話保留音に使用することが提案された。
現在は県庁の仕事始めや埼玉県民の日記念式典で歌われ、また埼玉県庁舎では毎日始業時間前に庁内放送を通じて、埼玉県歌を流している他、サッカーの関東社会人リーグに所属するさいたまサッカークラブ（さいたまSC）のサポーターが、試合前にこの県歌を斉唱する。

### 埼玉県民音頭
作詞：藤倉瞕（公募）、補作：宮澤章二、作曲・編曲：平井康三郎。

### 埼玉国体の歌
第22回国民体育大会テーマソング。作詞：樋口克巳（公募）、補作：大木実、作曲：清水脩、編曲：小沢直与志。

## レコード
いずれもビクターレコード（現JVCケンウッド・ビクターエンタテインメント）の製造・発売。
ソノシート
- A面に「埼玉県歌」と「埼玉国体の歌」、B面に「埼玉県民音頭」を収録。非売品。

通常盤
PRB-5028 1965年（昭和40年）の初吹き込みである。
- A面「埼玉県歌」 歌：藤山一郎・長瀬世紀子・日本文化合唱団 伴奏：ビクター・オーケストラ
- B面「埼玉県民音頭」 歌：市丸・曽根史郎・響友会 振付：中村武三郎 演奏：ビクター・オーケストラ

埼玉国体記念盤
PRB-5029（PEPS-557）
- A面「埼玉県歌」 歌：藤山一郎・長瀬世紀子・日本文化合唱団 伴奏：ビクター・オーケストラ
- B面「埼玉国体の歌」 歌：川崎静子・平野忠彦 伴奏：ビクター・オーケストラ

カバー盤
17VP-2104 1981年（昭和56年）の再吹き込みである。
- A面「埼玉県歌」 編曲：小沢直与志、歌：立川清登・二期会合唱団、伴奏：ビクター・オーケストラ
- B面「埼玉県歌」（インストゥルメンタル） 編曲：小沢直与志、演奏：ビクター・オーケストラ